# Garibald (Langobarde)
Garibald war im Jahr 671 kurzzeitig König der Langobarden.
Garibald war der Sohn des Königs Grimoald und dessen Frau, die eine Schwester von Grimoalds Thronrivalen Perctarit war.
Dieser lebte, als Grimoald 671 betagt starb und Garibald sein Nachfolger wurde, im fränkischen Exil, hatte aber viele Anhänger in Italien. Diese riefen Perctarit, der bereits 661–662 als König regiert hatte, wieder ins Land. Garibald wurde, gerade einmal drei Monate im Amt, abgesetzt und eine Volksversammlung wählte einstimmig Perctarit zu seinem Nachfolger.